# Абруньоза-а-Велья
Абруньоза-а-Велья (порт. Abrunhosa-a-Velha)  —  район (фрегезия) в Португалии,  входит в округ Визеу. Является составной частью муниципалитета  Мангуалди. Находится в составе крупной городской агломерации Большое Визеу. По старому административному делению входил в провинцию Бейра-Алта. Входит в экономико-статистический  субрегион Дан-Лафойнш, который входит в Центральный регион. Население составляет 689 человек на 2001 год. Занимает площадь 17,38 км².
Покровителем района считается Санта-Сесилия (порт. Santa Cecília).